# Sian Welch
Sian Welch (* 14. Juni 1966 in Encinitas als Sian Williams) ist eine ehemalige US-amerikanische Triathletin, Nationale Triathlon-Meisterin (1997) und Ironman-Siegerin (1998).

## Werdegang
Sian Welch wurde trainiert von Brett Sutton.
1994 konnte sie in San Francisco den Escape from Alcatraz Triathlon gewinnen und im November 1996 wurde sie auf Hawaii Dritte bei der Cross-Triathlon-Weltmeisterschaft.

1997 wurde sie US-amerikanische Triathlon-Meisterin auf der Kurzdistanz.

### Ironman Hawaii 1997
Im Oktober 1997 lieferte sie sich mit ihrer Landsfrau Wendy Ingraham ein packendes Duell um den vierten Platz auf der Zielgeraden des Ironman Hawaii, als die beiden dehydriert und entkräftet umgekippt waren und nur noch auf allen vieren ins Ziel kriechen konnten. Sian Welch wurde Fünfte bei diesem Wettkampf.

### Siegerin Ironman 1998
Im April 1998 konnte die damals 31-Jährige den Ironman Australia gewinnen. 2000 beendete Sian Welch ihre Profi-Karriere – drei Monate nachdem ihr Mann Greg seinen Rücktritt erklärt hatte.

### Ironman Hawaii 2017
Im Februar 2017 kündigte sie an, 20 Jahre nach ihrem spektakulären Zieleinlauf („The Crawl“) in diesem Jahr erneut in Kona an den Start gehen zu wollen. Die damals 50-jährige Sian Welch startete nach mehr als zehn Jahren Rennpause im April beim Ironman 70.3 Liuzhou in China und konnte sich als Siegerin ihrer Altersklasse erneut für einen Startplatz beim Ironman Hawaii im Oktober qualifizieren.
Sian Welch ist seit 1993 verheiratet mit dem ehemaligen australischen Profi-Triathleten Greg Welch (* 1966) und lebt mit ihm sowie den beiden Töchtern in San Diego.

## Sportliche Erfolge
| Datum/Jahr    | Rang | Wettbewerb                           | Austragungsort | Zeit     | Bemerkung                                                                          |
| ------------- | ---- | ------------------------------------ | -------------- | -------- | ---------------------------------------------------------------------------------- |
| 1. Apr. 2017  | 19   | Ironman 70.3 Liuzhou                 | Liuzhou        | 04:54:24 | Siegerin der Altersklasse W50–54                                                   |
| 24. Mai 2006  | 7    | Ironman 70.3 Baja                    | Ensenada       | 04:50:47 | bei der Erstaustragung in Mexico hinter der australischen Siegerin Mirinda Carfrae |
| 1998          | 2    | Mrs. T’s Triathlon                   | Chicago        |          | Zweite hinter Michellie Jones                                                      |
| 3. Aug. 1997  | 2    | Mrs. T’s Triathlon                   | Chicago        | 02:02:14 | auf der olympischen Distanz Zweite hinter Michellie Jones                          |
| 29. Juni 1997 | 2    | Frauen Triathlon Zürich              | Zürich         |          |                                                                                    |
| 4. Mai 1997   | 4    | St. Croix Triathlon                  | Saint Croix    | 02:57:23 |                                                                                    |
| 1997          | 1    | USA Triathlon National Championships | St. Joseph’s   | 02:04:22 | beim Schu’s Triathlon                                                              |
| 1996          | 3    | USA Triathlon National Championships | St. Joseph’s   | 02:04:00 | hinter der Siegerin Susan Latshaw                                                  |
| 1994          | 1    | Escape from Alcatraz Triathlon       | San Francisco  |          |                                                                                    |

| Datum/Jahr    | Rang | Wettbewerb        | Austragungsort | Zeit     | Bemerkung                                                  |
| ------------- | ---- | ----------------- | -------------- | -------- | ---------------------------------------------------------- |
| 14. Okt. 2017 |      | Ironman Hawaii    | Hawaii         | 11:49:31 | !4. Rang Altersklasse F50–54                               |
| 9. Apr. 2000  | 2    | Ironman Australia | Forster        | 09:26:03 |                                                            |
| 23. Okt. 1999 | 10   | Ironman Hawaii    | Hawaii         |          |                                                            |
| 3. Okt. 1998  | 8    | Ironman Hawaii    | Hawaii         |          |                                                            |
| 5. Apr. 1998  | 1    | Ironman Australia | Forster        | 09:15:09 |                                                            |
| 18. Okt. 1997 | 5    | Ironman Hawaii    | Hawaii         | 09:51:41 | Zieleinlauf auf allen Vieren – knapp hinter Wendy Ingraham |

| Datum/Jahr   | Rang | Wettbewerb                          | Austragungsort | Zeit     | Bemerkung                                                                                          |
| ------------ | ---- | ----------------------------------- | -------------- | -------- | -------------------------------------------------------------------------------------------------- |
| 3. Nov. 1996 | 3    | Xterra Triathlon World Championship | Maui           | 03:20:55 | Weltmeisterschaft im Cross-Triathlon (1.500 m Schwimmen, 32 km Mountainbike und 12 km Geländelauf) |